# Florus Kertscher
Florus Kertscher (* 15. Oktober 1892 in Gimmel (Schmölln); † 5. Mai 1966 in Dresden) war ein deutscher Agrarwissenschaftler und Agrikulturchemiker.

## Leben
Kertscher war der Sohn eines Landwirts und studierte vor dem Ersten Weltkrieg Naturwissenschaften in München und nach dem Krieg Landwirtschaft an der Universität Leipzig. Als Leutnant der Reserve hatte er im Infanterie-Regiment „Prinz Johann Georg“ (8. Königlich Sächsisches) Nr. 107 an den Kämpfen an der Westfront teilgenommen und war mit beiden Klassen des Eisernen Kreuzes, dem  Ritterkreuz des Albrechtsordens mit Schwertern, dem Ritterkreuz des Herzoglich Sachsen-Ernestinischen Hausordens sowie am 8. Dezember 1916 mit dem Ritterkreuz des Militär-St.-Heinrichs-Ordens ausgezeichnet worden.
1923 kam er zur Versuchs- und Lehranstalt für Bodenfräskultur, die ihm die wissenschaftliche Leitung des Gutes Gieshof in Neubarnim im Oderbruch übertrug. 1926 wechselte er als Assistent zu Felix Löhnis an das Institut für Bodenkunde und landwirtschaftliche Bakteriologie der Universität Leipzig. Von dort ging er 1930 zunächst als Assistent und in der Folge als Abteilungsleiter zur Landwirtschaftlichen Versuchsanstalt Dresden. Zum 1. Mai 1933 trat er der NSDAP bei (Mitgliedsnummer 3.140.817). 1935 wurde er als Nachfolger von Hugo Neubauer zum Direktor der Versuchsanstalt berufen und zum Professor ernannt. Nachdem diese 1945 zerstört worden war, konnte er ab 1947 seine wissenschaftliche Tätigkeit bei der Landwirtschaftlichen Versuchsstation Jena fortsetzen. 1950 wurde er zum Leiter der Landesanstalt für Ackerbau, Bodenkunde und Pflanzenernährung ernannt, der er bis 1952 vorstand. 1953 wurde er Direktor des neu gegründeten Instituts für Landwirtschaftliches Versuchs und Untersuchungswesen in Jena, einer Vorläufereinrichtung der Thüringer Landesanstalt für Landwirtschaft. Das Institut leitete er bis 1959.
In seinen wissenschaftlichen Arbeiten widmete er sich der systematischen Bodenuntersuchung, Bodenverbesserung durch gezielten Düngemitteleinsatz, Kompostierung und Biogasgewinnung. Weiterhin arbeitete er an der Standardisierung der Keimpflanzenmethode und über die landwirtschaftliche Nutzung städtischer Abwässer und unternahm Fruchtfolgeversuche unter Einschaltung von Kleegrasgemischen.
Auf die Verordnung vom 26. Juni 1952 über die Neuordnung der Bodenuntersuchung in der DDR nahm er entscheidenden wissenschaftlichen Einfluss. Mit dieser Verordnung erlangte die verpflichtende regelmäßige Bodenuntersuchung, die dem optimierten Düngereinsatz in der Landwirtschaft diente, erstmals in einem europäischen Staat Gesetzeskraft.
Ein besonderes Anliegen Kertschers war die Vermittlung wissenschaftlicher Erkenntnisse an Landwirte. Von 1955 bis 1962 gehörte er der Schriftleitung der Zeitschrift für landwirtschaftliches Versuchs- und Untersuchungswesen an. Seit seiner Studienzeit in München, dem Wintersemester 1913/1914, gehörte er dem Corps Teutonia, dem späteren Corps Teutonia-Hercynia Braunschweig an.

## Berufliche Laufbahn
- 1957 erhielt Florus Kertscher den Vaterländischen Verdienstorden in Silber
- 1959 verlieh ihm die Universität Leipzig die Ehrendoktorwürde eines Dr. agr. h. c.[5]
- Er war Mitglied der Akademie der Landwirtschaftswissenschaften der DDR.

## Schriften
- Sechsjährige Stallmistversuche zur Prüfung des Wertes der Heißvergärung. In: Bodenkunde und Pflanzenernährung, Band 59, Heft 1, S. 1–10, 1937 (mit Vorwort von Hugo Neubauer)
- Hugo Neubauer. In: Bodenkunde und Pflanzenernährung. Band 5, Heft 3–4, S. 129–134, 1938
- Der Wert der systematischen Bodenuntersuchung und die Auswertung ihrer Ergebnisse. 1951, 2. Aufl. OCLC 73495063
- Praktische Anleitung für die Vererdung von Stallmist und Mehrungsmist. 1951 OCLC 73495059
- Erläuterungen zu dem Film Wege zur Steigerung der Bodenfruchtbarkeit, 1952
- Hugo Neubauer, Mensch und Werk. In: Zeitschrift für landwirtschaftliches Versuchs- und Untersuchungswesen Band 1, 1955, S. 483–489.
- Zum zehnjährigen Todestag von Hugo Neubauer. In: Die Deutsche Landwirtschaft. Jahrgang 7, 1956, S. 152–154.